# Лісний Городок (станція)
Лісний Городок — вузлова залізнична станція Київського напрямку та маршруту  МЦД-4 Московської залізниці в Одинцовському районі Московської області. Входить до Московсько-Смоленського центру організації роботи залізничних станцій ДЦС-3 Московської дирекції управління рухом. За характером основної роботи є проміжною, за обсягом виконуваної роботи віднесена до 4-го класу.
Станція розташована на околиці дачного селища Лісний Городок, за 28 км SW від Москва-Пасажирська-Київська. Час руху електропотягом від Москва-Пасажирська-Київська — 30-36 хвилин
Колишня назва станції — Катуар-Белавенець (пл. 26 версти), на честь зросійщених французів-підприємців Катуарів, маєток яких знаходилося поблизу. Станція була перейменована в 1965 році. На станції — три колії та дві платформи.
Лісовий Городок є кінцевою станцією для деяких маршрутів електропоїздів до Москви.
Від станції відгалужується одноколійна електрифікована лінія на Аеропорт Внуково. Працюють Аероекспреси від Київського вокзалу до підземної платформи Аеропорт Внуково, які в Лісовому Городку не зупиняються. По буднях працюють 3 пари звичайних електропоїздів до наземної платформи станції Аеропорт.
Станція знаходиться на відтінку Київського напрямку в Московській області між дільницями в Москві. Суміжні станції — Внуково, Толстопальцево, Аеропорт знаходяться в Москві. Лісний Городок — єдина станція Київського напрямку в Одинцовському районі.

## Пересадка
- Автобус: 33, 301, 442, 457, 1043